# 加木屋站
加木屋站（日语：／ Kagiya eki */?）是位於愛知縣知多郡橫須賀町加木屋（現在為東海市），名古屋鐵道知多線的車站。
此站距離在2023年度尾預定啟用的加木屋中之池站（加木屋町唐畑）約0.7公里（靠近南加木屋站一方）。

## 歷史
- 1931年（昭和6年）4月1日 - 知多鐵道（日语：知多鉄道）車站啟用[1]
- 1943年（昭和18年）2月1日 - 在合併後成為名古屋鐵道知多線的車站。
- 1944年（昭和19年） - 車站暫停使用[4]。
- 1969年（昭和44年）4月5日 - 車站廢除[4]。

## 相鄰車站
所屬路線與相鄰車站取自營業時代。
名古屋鐵道
知多線
急行
通過
普通
高橫須賀－加木屋－南加木屋

## 注腳
1. 1 2 3  通運 地方鉄道運輸開始（日語） 官報. 1931年5月5日
2. 1 2  鉄道停車場一覧. 昭和12年10月1日現在 （页面存档备份，存于）（日語） 國立國會圖書館數碼收藏 2022年11月13日參閱。
3. ↑  河和線  高横須賀駅〜南加木屋駅間における新駅設置を東海市と合意しました PDF（日語） - 名古屋鐵道，2015年9月8日
4. 1 2  今尾惠介（監修）.  7 東海. 新潮社. 2008: 47. ISBN 978-4-10-790025-8 （日语）.